# NSV 중기관총

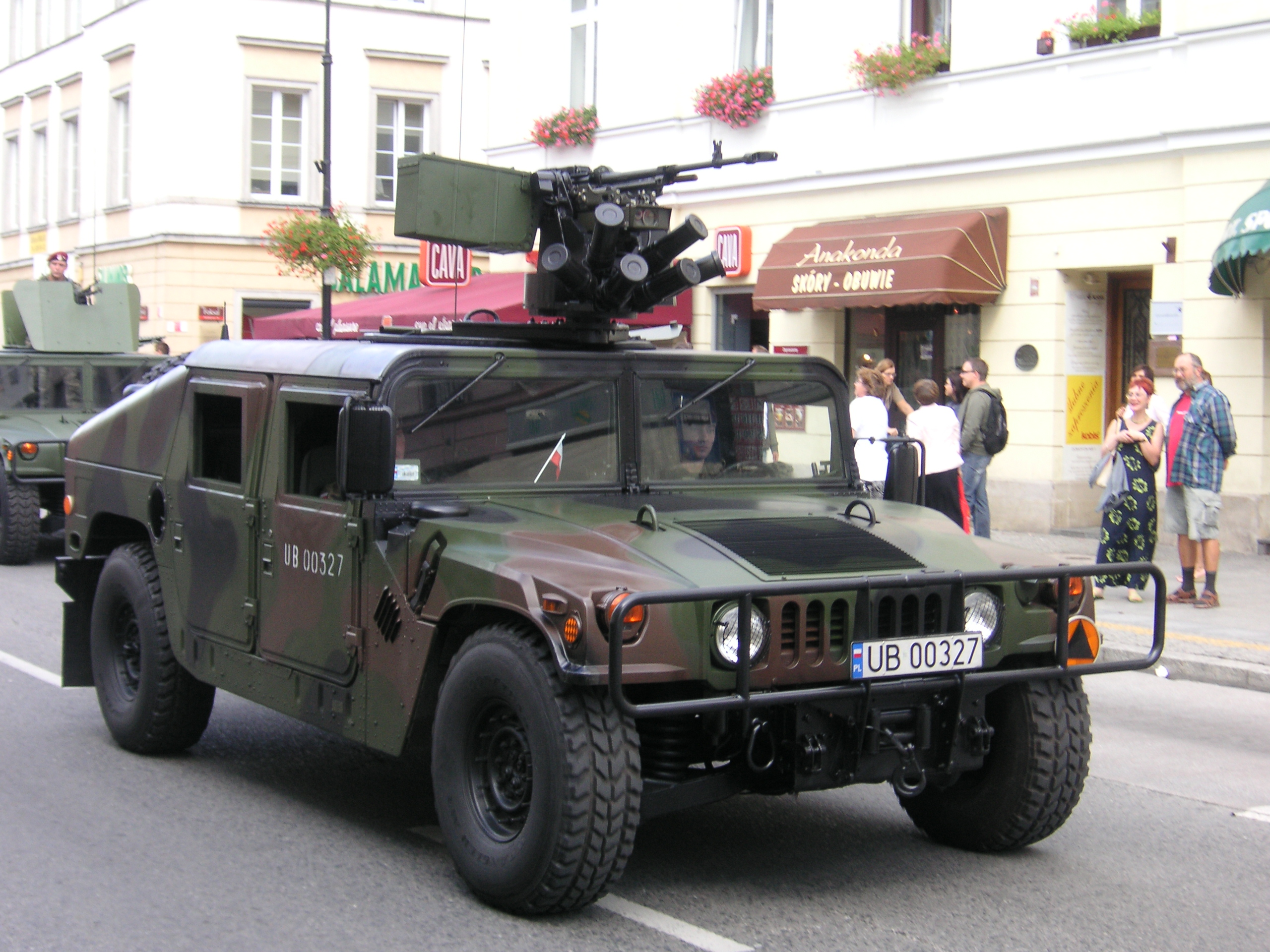
폴란드군이 험비에 NSV를 장착하여 사용 중인 모습. 바르샤바에서 열린 군사 퍼레이드 중에 찍힌 사진이다.

니키틴-소콜로프-볼코프 중기관총(러시아어: Никитина-Соколова-Волкова Крупнокалиберный пулемёт; НСВ, NSV)은 12.7mm 탄약을 사용하는 소련제 중기관총으로 설계자인 G.I. 니키틴(G.I. Nikitin), J.S. 소콜로프(J.S. Sokolov)와 V.I. 볼코프(V.I. Volkov)에서 이름을 따왔다. 이 기관총은 DShK 중기관총을 대체할 목적으로 개발되었다. 러시아군은 코르트 중기관총으로 바꾸는 중이며, NSV 중기관총은 더 이상 러시아에서 생산되고 있지 않고 불가리아, 인도, 폴란드, 유고슬라비아 등에서 생산되었다. 코르트 중기관총은 NSV 중기관총을 경량화하고, 작동방식을 노리쇠를 수평으로 움직이는 틸팅브리치 방식에서 회전노리쇠로 바꾸고, 소염기와 개머리판을 개량한 모델이며, NSV의 좌측에 있는 링크 트레이를 제거했다.
NSVT(tank)는 주로 주력 전차(Main Battle Tank)같은 차량 탑재용으로 사용된 버전이다. 유고슬라비아에서 M87이란 이름으로 면허 생산된 NSVT는 유고슬라비아군 뿐만 아니라 지역 내 다른 무장 세력도 사용했다.